# Rudolf Bernhard Elving
Rudolf Bernhard Elving, även Elfving, född 4 juli 1849 i Lovisa i Finland, död 28 juli 1927 i Helsingfors, var en finländsk jurist, industriledare och politiker.
Rudolf Elving var son till provinsialläkaren Anton Elving och Jakobina Ulrika Matilda af Forselles. Han utbildade sig till jurist och började arbeta som praktiserande advokat, och från 1878 parallellt som sekreterare vid Medicinalstyrelsen. År 1884 lämnade han Medicinalstyrelsen och ägnade sig fortsättningsvis helt åt näringslivet, och var bland annat direktör i Föreningsbanken.
Efter att har varit rådgivare i samband med ett fallissemang 1889 i Tammerfors takfiltsfabrik AB (TAKO), som grundats av Fredrik Idestam, köpte han 1890 företaget och fick det på fötter. Under 1890-talet förvärvade han  forsandelar och skog vid Voikkaa fors i Kymmene älv. År 1898 startade han pappersfabriken Voikkaa bruk där. Den nya fabriken utvidgades snabbt och hade efter några få år fyra pappersmaskiner. Han fortsatte att köpa upp skogs- och jordområden för de bägge fabrikernas behov. 
År 1903 sålde Elving fabriken i Tammerfors. Voikkaa bruk konkurrerade om råvaror med de bägge strax nedströms belägna och ungefär samtidigt byggda pappersbruken i Kuusankoski: Kymmene bruk och Kuusankoski bruk. De tre företagen slogs samman 1904 under namnet Kymmene AB, som blev Finlands största bolag och Nordens största papperstillverkare. Rudolf Bernhard Elving ledde under de fyra första åren som styrelseordförande på heltid företaget och organiserade en ytterligare expansion.
Han var medgrundare till Helsingfors Aktiebank, Städernas i Finland hypotekskassa, Olycksfallsförsäkringsaktiebolaget Patria, Industriidkarnas brandstodsförening och tidningen Nya Pressen. Han var också politiskt engagerad bland annat som stadsfullmäktig i Helsingfors och medlem av lantdagens borgarstånd 1885–1899. 
Han gifte sig 1877 med Anna von Bonsdorff.